# Campodorus commotus
Campodorus commotus là một loài tò vò trong họ Ichneumonidae.